# Synthymia dubiosa
Synthymia dubiosa là một loài bướm đêm trong họ Noctuidae.